# Romualdo Cesáreo Sanz y Escartín
Romualdo Cesáreo Sanz y Escartín (Pamplona, 7 de febrero de 1844-Madrid, 9 de febrero de 1923) fue un militar y político español, defensor del carlismo.

## Biografía
Militar de carrera, salió de la Academia de Infantería de Toledo en 1861 con el grado de alférez. Después fue profesor de cadetes y ascendió a teniente, siendo incorporado al batallón de cazadores de Llerena, con el que se distinguió en 1868, combatiendo la insurrección de Béjar, ascendiendo a capitán.

### Participación en la tercera guerra carlista
En 1873, proclamada la Primera República, después de pedir licencia absoluta en el Ejército, se incorporó a las huestes carlistas, combatiendo en la guerra de 1872-1876. Tomó parte, con el general Ollo, en los combates de Allo y Dicastillo, la toma de Estella y las acciones de Viana y Lumbier. Por lo mucho que se distinguió en ellas fue ascendido a comandante.
Se batió en Abárzuza contra las fuerzas del general Concha (que murió en esta acción), y en Rocaforte y Sangüesa peleó denodadamente, mereciendo el ascenso a teniente coronel. En las alturas de Santa Margarita, habiendo el enemigo copado una compañía del 9.° batallón de Navarra, Sanz y Escartín se interpuso solo entre los fugitivos y sus perseguidores, metiéndose entre las fuerzas enemigas y logrando reanimar a las suyas, que contraatacaron a la bayoneta, convirtiendo en victoria lo que era ya una inevitable derrota.
Recorrió el Alto Aragón, peleando con Delatre, en Ayerbe; en Lumbier, con Moriones; y en Artazu, con Marina, ascendiendo a coronel y siendo a la vez nombrado jefe de Estado Mayor de la división de Navarra. Reorganizó el cuerpo de inválidos, organizó un batallón sedentario para guarnecer fortalezas y formuló un plan de operaciones para tomar a Lumbier, que realizó después felizmente el general Pérula. Cuando el conde de Caserta se encargó del generalato en jefe del ejército carlista del Norte, se confió al coronel Sanz y Escartín el cargo de segundo jefe de Estado Mayor. En 1876 entró en Francia con Don Carlos, terminada ya la lucha, concediéndole éste el entorchado de general de brigada.
Al establecerse de nuevo en España, fundó en Toledo una Academia preparatoria para el ingreso en la de Infantería, de la que salieron más de 300 oficiales.

### Política
Entre 1891 y 1903 fue elegido sucesivamente como diputado a Cortes por el distrito de Pamplona. Fue además presidente del Círculo Tradicionalista de Madrid y de la Junta Regional Carlista de Navarra. Entre 1914 y 1920 fue senador por la provincia de Navarra.
Era primo hermano (tanto por vía paterna como materna) de Eduardo Sanz y Escartín, conde de Lizárraga.